# Danilo Di Veglia
Danilo Di Veglia (Roma, 13 agosto 1962 – Roma, 27 novembre 2001) è stato un vigile del fuoco italiano, insignito della medaglia d'oro al valor civile alla memoria.

## Biografia
Nato a Roma nel 1962, in qualità di Capo Squadra, egli era il responsabile della Squadra "6A" del Distaccamento Nomentano di Roma del Corpo dei Vigili del Fuoco. Il 27 novembre 2001, la Squadra fu inviata in via Ventotene a seguito di una segnalazione di fuga di gas. Mentre il personale giunto sul posto stava provvedendo ad allontanare le persone presenti nella zona, vi fu una forte esplosione in conseguenza di una fuga di gas che causò la morte di quattro cittadini, del Capo Squadra Danilo Di Veglia e dei vigili del fuoco Sirio Corona, Fabio Di Lorenzo e il ferimento mortale di Alessandro Manuelli, deceduto il 2 dicembre successivo presso l'Ospedale Sandro Pertini di Roma. Danilo Di Veglia appena giunto sul posto si diresse verso l'ingresso dell'edificio quando fu investito dall'esplosione. Egli riuscì a fare scudo con il suo corpo a un ragazzo venendo però ucciso sul colpo.
L'evento è ricordato come la strage di via Ventotene.

## Riconoscimenti
Alla memoria di Danilo Di Veglia, in data 5 febbraio 2002, è stata conferita la Medaglia d'Oro al Valor Civile, uno dei riconoscimenti più importanti attribuiti agli appartenenti al Corpo.
A Roma, in memoria dell'evento, è stato eretto un monumento in un parco limitrofo. Nel corso del 2017, si è tenuta una cerimonia di deposizione di corona in ricordo.
Il 27 novembre 2009, su decisione del consiglio del Municipio VI di Comune di Roma (ove abitava il caduto), nel quartiere prenestino-collatino, è stato inaugurato alla memoria del Capo Squadra Danilo Di Veglia il parco di via Penazzato.
Il 15 giugno 2019, si è tenuta una cerimonia di riapertura del parco a seguito della raccolta fondi per la sua riqualificazione.
Il 30 novembre 2009, si è tenuta la commemorazione dell'evento nonché la cerimonia di intitolazione della sede dei Vigili del Fuoco di Roma Tuscolano II alla memoria del Capo Squadra Danilo Di Veglia.
Marianna Di Nardo cita il ruolo del Capo Squadra nel volume "Doppiavela 21, 113 pronto! Un viaggio tra storia e immagini".
Walter Veltroni ricorda e descrive la vicenda nel suo volume "Roma. Storie per ritrovare la mia città".